# 德克薩斯頭龍屬
德克薩斯頭龍屬（學名：Texacephale）是厚頭龍下目恐龍的一屬，是種原始厚頭龍類。化石發現於美國德州的阿古哈組（Aguja Formation），地質年代為白堊紀坎潘階晚期。模式種是蘭氏德克薩斯頭龍（T. langstoni），是由尼克·朗里奇（Nick Longrich）等人在2010年敘述、命名。

## 外部連結
- 德克薩斯頭龍 （页面存档备份，存于） DinoData